# Pagan Altar
A Pagan Altar (Pogány oltár) egy brit doom metal együttes Brockley-ból. 1978-ban alakultak meg. Az együttes a Witchfinder Generallel együtt a brit doom metal egyik úttörőjének számít. Először 1978-tól 1985-től működtek, majd 2004-től napjainkig. A zenekar a NWOBHM (a brit heavy metal új hulláma) irányzatba is sorolható. Terry Jones énekes 2019-ben, 69 éves korában elhunyt.

## Diszkográfia
- Pagan Altar (demó, 1982)
- Volume 1 (stúdióalbum, 1982)
- The Time Lord (EP, 2004)
- Lords of Hypocrisy (stúdióalbum, 2004)
- Mythical and Magical (stúdióalbum, 2006)
- Pagan Altar/Jex Thoth split lemez (2007, pontos cím ismeretlen)
- Walking in the Dark/Narcissus (2013)
- Room of Shadows (stúdióalbum, 2017)